# Yimnashaniana
Yimnashaniana is een kevergeslacht uit de familie van de boktorren (Cerambycidae). De wetenschappelijke naam van het geslacht werd voor het eerst geldig gepubliceerd in 1986 door Hua.

## Soorten
Yimnashaniana is monotypisch en omvat slechts de volgende soort:
- Yimnashaniana jianfenglingensis Hua, 1986